# East Germantown (Indiana)
East Germantown es un pueblo ubicado en el condado de Wayne en el estado estadounidense de Indiana. En el Censo de 2010 tenía una población de 410 habitantes y una densidad poblacional de 1.236,73 personas por km².

## Geografía
East Germantown se encuentra ubicado en las coordenadas 39°48′47″N 85°8′13″O / 39.81306, -85.13694. Según la Oficina del Censo de los Estados Unidos, East Germantown tiene una superficie total de 0,33 km², de la cual 0,33 km² corresponden a tierra firme y (0%) 0 km² es agua.

## Demografía
Según el censo de 2010, había 410 personas residiendo en East Germantown. La densidad de población era de 1.236,73 hab./km². De los 410 habitantes, East Germantown estaba compuesto por el 97,8% blancos, el 0,24% eran afroamericanos, el 0,24% eran amerindios, el 0,24% eran asiáticos, el 0% eran isleños del Pacífico, el 0,73% eran de otras razas y el 0,73% pertenecían a dos o más razas. Del total de la población el 0,73% eran hispanos o latinos de cualquier raza.